# Numeri Fabi Buteó (pretor 173 aC)
Numeri Fabi Buteó (en llatí Numerius Fabius Buteo) va ser un magistrat romà. Formava part de la gens Fàbia i era de la família dels Buteó.
Va ser pretor l'any 173 aC i va obtenir la província de la Hispània Citerior, però no va arribar a exercir el càrrec doncs va morir a Massília de camí cap a la província.